# Episodi di Auf Achse (terza stagione)
La terza stagione della serie televisiva Auf Achse è stata trasmessa in anteprima in Germania dalla ARD tra il 20 gennaio 1987 e il 21 aprile 1987.
| nº | Titolo originale             | Titolo italiano | Prima TV Germania | Prima TV Italia |
| -- | ---------------------------- | --------------- | ----------------- | --------------- |
| 1  | Mexikanische Verhältnisse    | inedito         | 20 gennaio 1987   | inedito         |
| 2  | Kampfstiere nach Santa Maria | inedito         | 27 gennaio 1987   | inedito         |
| 3  | Schmutzige Steine            | inedito         | 3 febbraio 1987   | inedito         |
| 4  | Wettfahrt mit dem Tod        | inedito         | 10 febbraio 1987  | inedito         |
| 5  | Toller Tausch                | inedito         | 17 febbraio 1987  | inedito         |
| 6  | Im Urwald vermisst           | inedito         | 24 febbraio 1987  | inedito         |
| 7  | Reporter des Regenbogens     | inedito         | 3 marzo 1987      | inedito         |
| 8  | Riskante Geschäfte           | inedito         | 10 marzo 1987     | inedito         |
| 9  | In letzter Minute            | inedito         | 17 marzo 1987     | inedito         |
| 10 | Der Fluch der Mumie          | inedito         | 24 marzo 1987     | inedito         |
| 11 | Die Oase                     | inedito         | 7 aprile 1987     | inedito         |
| 12 | Abenteuer in Valparaiso      | inedito         | 14 aprile 1987    | inedito         |
| 13 | Elisa                        | inedito         | 21 aprile 1987    | inedito         |